# 大卫·扎斯拉夫斯基
大卫·约瑟夫维奇·扎斯拉夫斯基（俄语：Дави́д Ио́сифович (О́сипович) Засла́вский，1880年1月1日（13日）—1965年3月28日）苏联文学评论家、记者。斯大林统治时期，是积极宣传者。赫鲁晓夫统治时期，他发动了批判鲍里斯·帕斯捷尔纳克的运动。